# Croce di Ferro

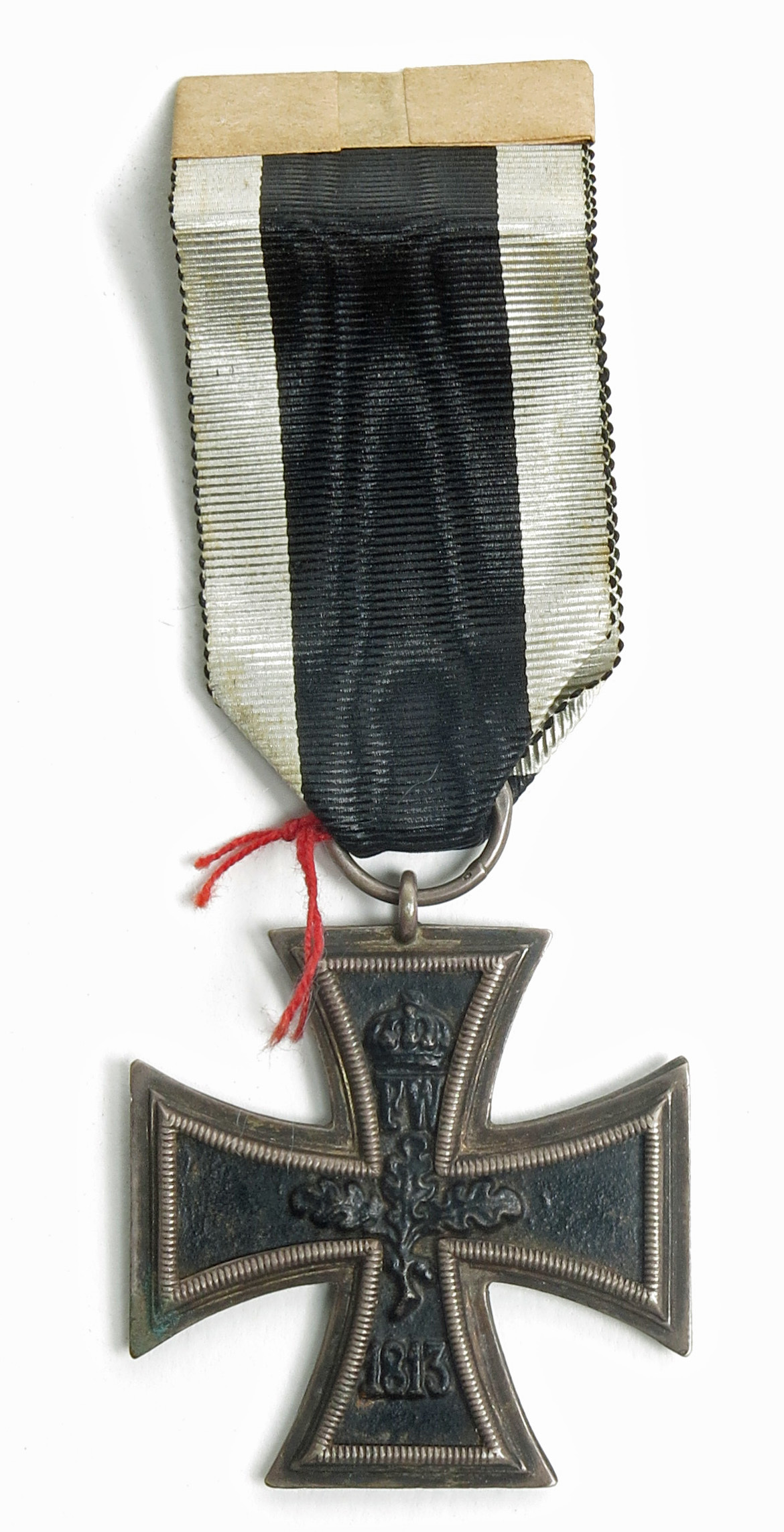
Croce Ferro di Seconda Classe, del 1914-1918, retro

La Croce di Ferro (in tedesco Eisernes Kreuz) è una decorazione militare utilizzata dal Regno di Prussia, dall'Impero tedesco e dalla Germania nazista.
Istituita dal re di Prussia Federico Guglielmo III il 10 marzo 1813, venne consegnata solamente in tempo di guerra: oltre alle guerre napoleoniche e alle guerre franco-prussiane, la Croce di Ferro venne distribuita anche durante la prima e la seconda guerra mondiale; l'ultima è stata attribuita nel maggio del 1945, prima della caduta del Terzo Reich.
La Croce di Ferro riprende un vecchio simbolo tedesco (l'araldica croce patente) e lo stesso simbolo rappresenta le attuali forze armate della Germania federale, la Bundeswehr.

## Forma
L'insegna della Croce di Ferro è una croce patente nera in ferro brunito racchiusa in una cornice di metallo argentato. Venne disegnata dall'architetto neoclassico Karl Friedrich Schinkel sul modello delle croci distintive dell'Ordine teutonico nel XIV secolo, da cui derivava anche l'emblema di Federico il Grande.
A differenza di molte altre onorificenze, la Croce di Ferro ha una forma molto semplice, disadorna ed è costruita con materiali relativamente comuni e poco costosi (tradizionalmente in ferro, anche se con il passare degli anni si è passati allo zinco e all'alluminio).

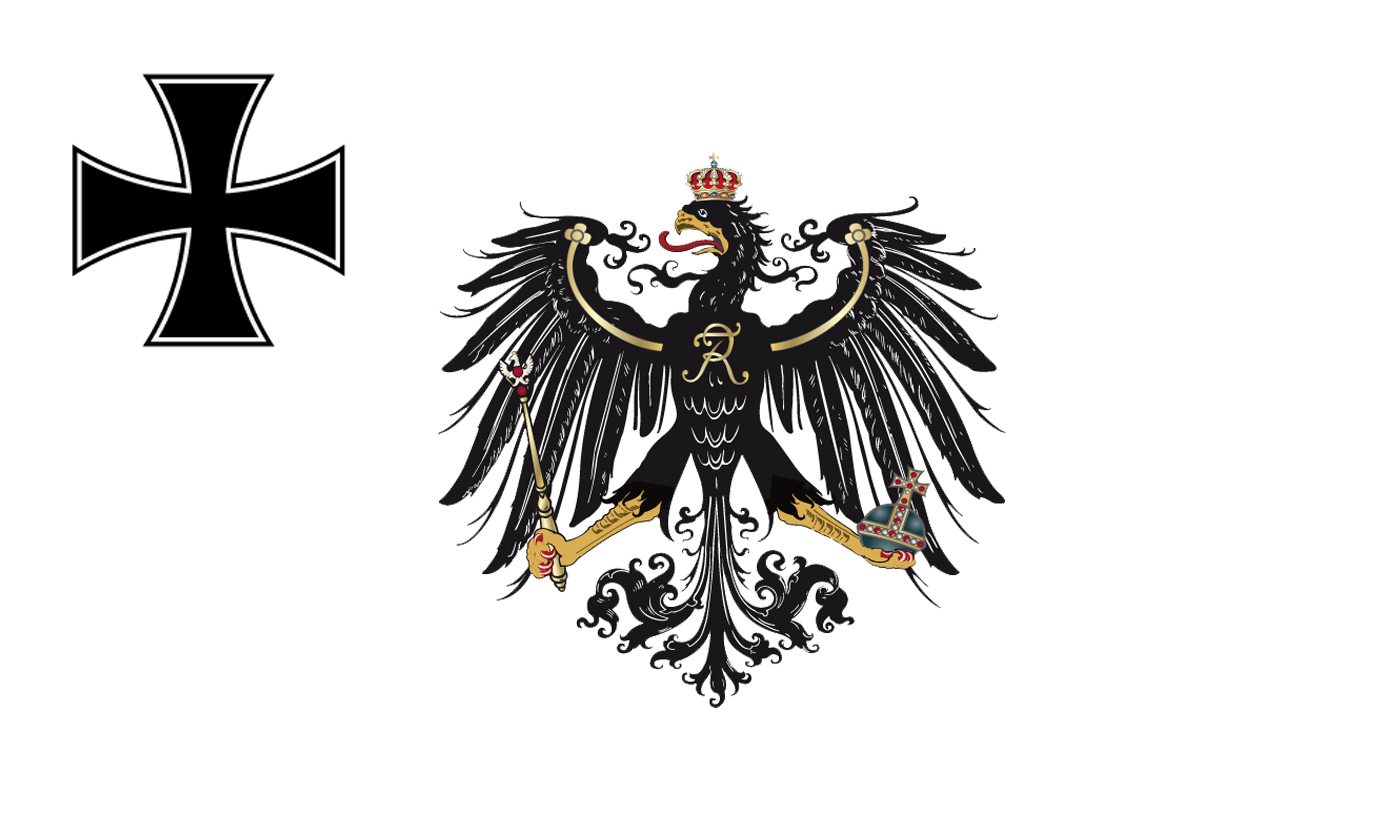
La Croce di Ferro sulla bandiera di guerra prussiana (1816)

Il nastrino per le Croci di Ferro (di seconda classe) degli anni 1813, 1870 e 1914 era di colore nero con due sottili bande bianche laterali. La stessa onorificenza destinata a personale non combattente (civili, medici, ecc.) utilizzava la stessa insegna, ma con i colori del nastrino invertiti (parte centrale bianca e le bande nere). Il bianco e il nero sono i tradizionali colori prussiani.
Anche se la Croce di Ferro è solitamente considerata una decorazione unica, è stata in realtà istituita più volte in diversi periodi della storia tedesca quale ricompensa per specifiche campagne militari e per questo, all'interno della medaglia, è indicato un numero che indica il conflitto per il quale la decorazione è stata assegnata: per esempio una Croce di Ferro della prima guerra mondiale riporta l'anno "1914", mentre la stessa decorazione della seconda guerra mondiale riporta l'anno "1939". Tutte le Croci di Ferro assegnate durante il secondo conflitto mondiale riportano una svastica apposta al centro della decorazione. Sul lato posteriore delle medaglie del 1870, 1914 e 1939 è riportato l'anno "1813" a ricordo dell'anno di creazione dell'onorificenza originaria.

La Croce di Ferro sullo stendardo imperiale tedesco

Se la Croce di Ferro veniva assegnata due volte per due diversi conflitti, una spilla (Spange) del secondo conflitto veniva indossata sul nastrino della Croce di Ferro del primo: questo avvenne nel 1939 con alcuni partecipanti della guerra del 1914 e nel 1914 con alcuni, ormai rari, militari ancora in servizio che avevano partecipato al precedente conflitto del 1870.

## Prime decorazioni

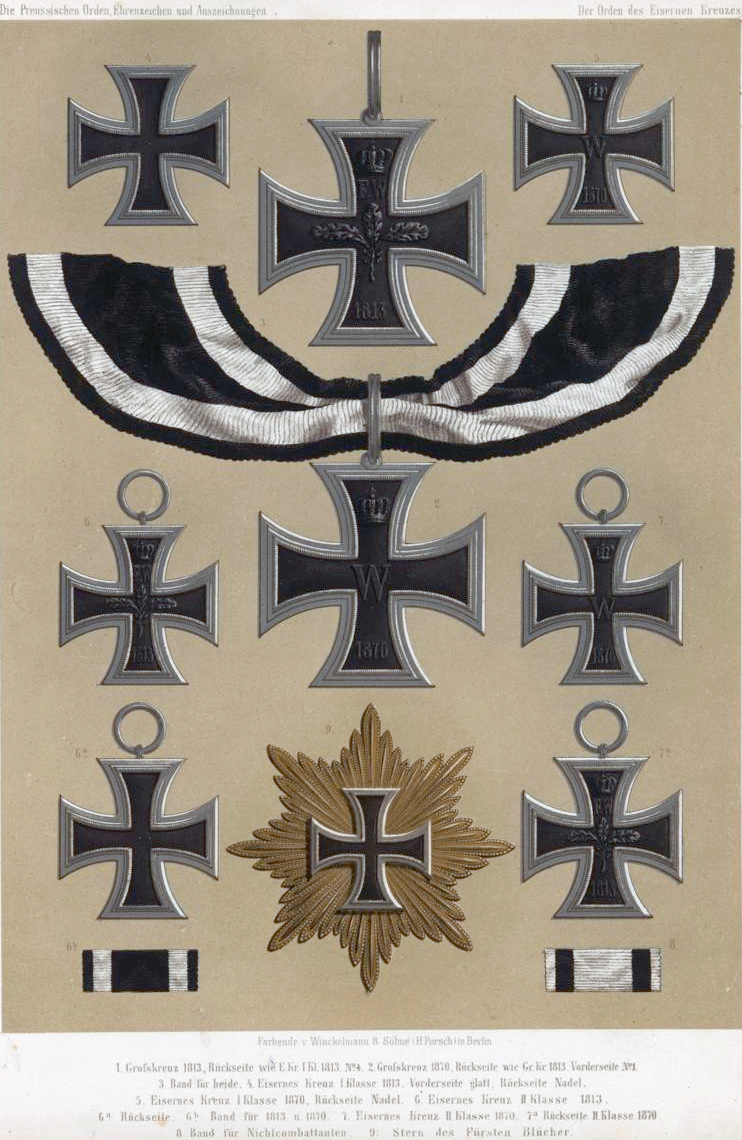
Classi dell'Ordine della Croce di Ferro

La Croce di Ferro venne istituita la prima volta nel 1813 da re Federico Guglielmo III di Prussia in occasione delle guerre contro Napoleone. Guglielmo I, re di Prussia, la istituì nuovamente, modificata nelle insegne, il 19 luglio 1870 in occasione della guerra franco-prussiana. I decorati con la Croce di Ferro del 1870 ancora in servizio nel 1895 vennero autorizzati a inserire una spilla per i 25 anni di servizio contenente il numero "25" e tre foglie di quercia. La decorazione venne reintrodotta dal Kaiser Guglielmo II, nuovamente leggermente mutata nelle insegne, il 5 agosto 1914, allo scoppio della prima guerra mondiale.
Nonostante durante questi tre periodi la Croce di Ferro fosse conferita esclusivamente dal Regno di Prussia, che pur aveva una posizione di prominenza nella federazione di Stati che componevano l'Impero tedesco (fondato nel 1871), si tende oggi a considerarla una generica onorificenza tedesca.
Nel 1813, 1870 e 1914 le Croci di Ferro erano suddivise nei seguenti ordini:
- Croce di Ferro di II Classe
- Croce di Ferro di I Classe
- Gran Croce della Croce di Ferro (tedesco: Großkreuz des Eisernen Kreuzes, spesso semplificato in Großkreuz)
- Stella di Gran Croce della Croce di Ferro

La Gran Croce era riservata agli alti ufficiali dell'esercito tedesco; inoltre una decorazione ancora più esclusiva, la Stella di Gran Croce della Croce di Ferro, venne assegnata due volte: a von Blücher nel 1813 e al feldmaresciallo Paul von Hindenburg nel 1918. Una terza decorazione dello stesso tipo venne ideata per premiare il generale tedesco più vittorioso durante la seconda guerra mondiale, ma la sconfitta della Germania nazionalsocialista non diede ulteriore corso all'assegnazione. Le Croci di Ferro di I e II Classe venivano invece assegnate senza limiti di grado, anche se era necessario possedere la seconda classe per poter ricevere la prima (nonostante in alcuni casi siano state assegnate simultaneamente).
Durante la prima guerra mondiale vennero assegnate circa cinque milioni di Croci di Ferro di II Classe e circa duecentodiciottomila di I Classe: un conteggio più accurato non è possibile a seguito della distruzione, durante il secondo conflitto mondiale, degli archivi prussiani. La larghezza nell'assegnazione dell'onorificenza le fece perdere indubbiamente parte del prestigio che godeva. Uno dei possessori della Croce di Ferro di I Classe nel primo conflitto mondiale fu Adolf Hitler, che riuscì a ottenerla insieme a numerosi altri soldati di truppa: all'epoca egli era caporale (Gefreiter).
 Stella di Gran Croce della Croce di Ferro
 Gran Croce della Croce di Ferro
 Croce di Ferro di I Classe (1813 - 1913)
 Croce di Ferro di II Classe (1813 - 1913)
 Croce di Ferro di I Classe (1914 - 1939)
 Croce di Ferro di II Classe (1914 - 1939)

## Seconda guerra mondiale

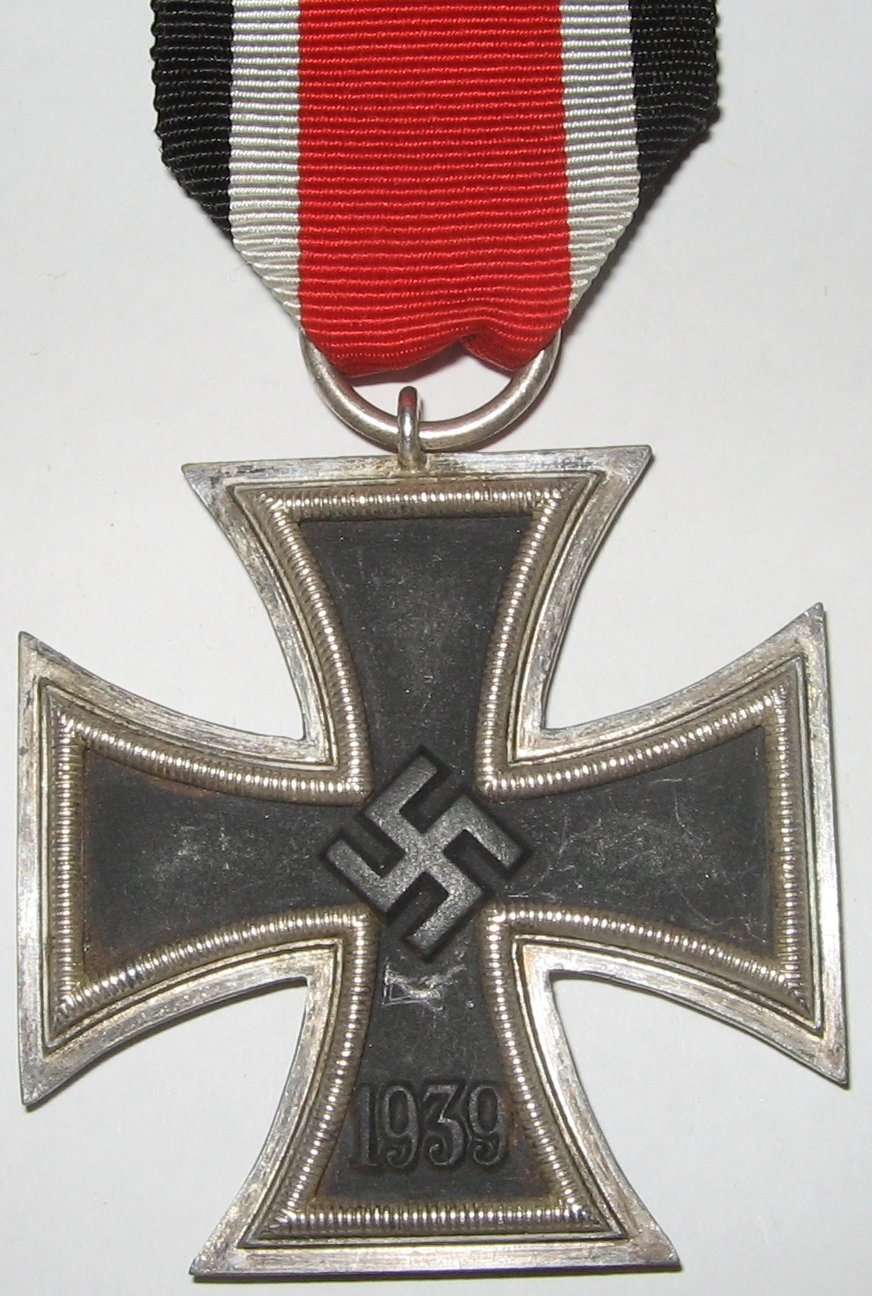
Croce di Ferro di II classe

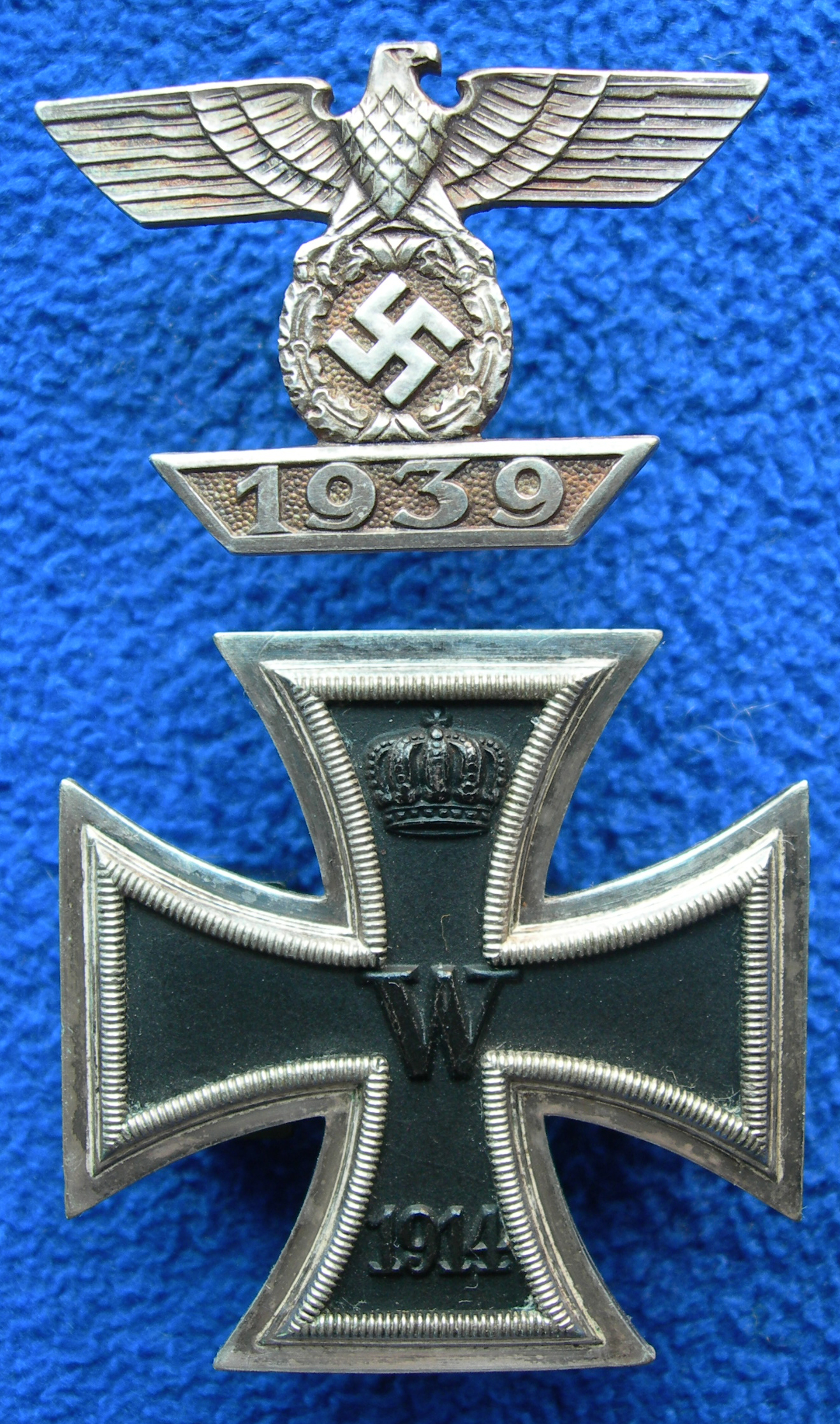
Fibbia del 1939 (Germania nazista) applicata a una croce di ferro di II classe concessa durante la prima guerra mondiale

Nel 1939 Hitler istituì nuovamente la Croce di Ferro, questa volta come decorazione tedesca (e non prussiana, come avvenuto fino ad allora) proseguendo nella tradizionale diversificazione in diversi ordini. La Croce di Ferro della seconda guerra mondiale venne suddivisa in due classi con una categoria a parte, la Croce di Cavaliere della Croce di Ferro. La Croce di Cavaliere della Croce di Ferro venne istituita per rimpiazzare la Pour le Mérite prussiana, che poteva essere conferita esclusivamente agli ufficiali violando così le nuove regole sociali della Germania nazista. Il nastrino dell'onorificenza (per le croci di II Classe e di Cavaliere) venne modificato aggiungendo il colore rosso: bianco e nero erano i colori della Prussia, mentre bianco, nero e rosso erano i colori della Germania nazionalsocialista. Hitler creò inoltre la Croce al Merito di Guerra per rimpiazzare le precedenti Croci di Ferro per il personale non combattente.
 Croce di Ferro di I Classe (1939 - 1945)
 Croce di Ferro di II Classe (1939 - 1945)
Il governo tedesco stabilì inoltre che quanti avessero già ottenuto la Croce di Ferro prima della seconda guerra mondiale e fossero nuovamente insigniti della stessa onorificenza, potessero continuare a portare la vecchia medaglia apponendovi però al di sopra del braccio superiore delle apposite barrette con l'aquila che tiene nei propri artigli la croce uncinata, che a partire dal 1935 era divenuta simbolo del Reich:
 Croce di Ferro di I Classe (con fibbia del 1939)
 Croce di Ferro di II Classe (con fibbia del 1939)

### Croce di Ferro
La Croce di Ferro del 1939 si suddivideva in due classi:
- Croce di Ferro di II Classe
- Croce di Ferro di I Classe

La Croce di Ferro era consegnata per il coraggio dimostrato in combattimento, come molte altre decorazioni distribuite sui campi di battaglia. La Croce di Ferro di I Classe si metteva generalmente sotto il taschino sinistro dell'uniforme, come croce di spilla. Per la Croce di Ferro di II Classe, invece, veniva spesso messo il nastro nel secondo occhiello dell'uniforme. Per conseguire la Croce di Ferro di I Classe era necessario ricevere preventivamente la Croce di Ferro di Il Classe.
Si calcola che vennero consegnate circa quattro milioni e mezzo di Croci di Ferro di II Classe durante la seconda guerra mondiale, alle quali si aggiungono circa trecentomila di I Classe. Due di queste ultime vennero assegnate a due donne, la crocerossina Elene Grossmann e la pilota collaudatrice Flugkäpitan Hanna Reitsch.

### Croce di Cavaliere della Croce di Ferro

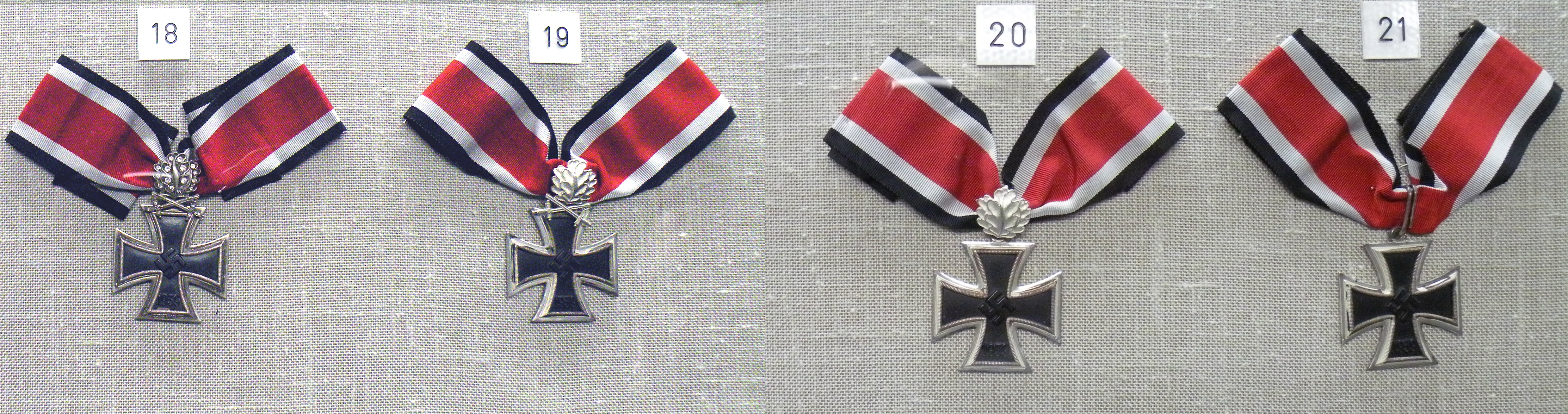
Classi della Croce di Cavaliere della Croce di Ferro.
21. Croce di Cavaliere
20. Croce di Cavaliere con Fronde di Quercia
19. Croce di Cavaliere con Fronde di Quercia e Spade
18. Croce di Cavaliere con Fronde di Quercia, Spade e Diamanti

La Croce di Cavaliere della Croce di Ferro (in tedesco Ritterkreuz des Eisernen Kreuzes, o semplificando Ritterkreuz), distribuita per eccezionali meriti di comando e/o di coraggio (e quindi, a differenza della Pour le Mérite, non solo ad ufficiali), si suddivide a sua volta in cinque classi:
- Croce di Cavaliere (Ritterkreuz des Eisernen Kreuzes)
- Croce di Cavaliere con Fronde di Quercia (mit Eichenlaub), istituita il 3 giugno 1940
- Croce di Cavaliere con Fronde di Quercia e Spade (mit Eichenlaub und Schwertern), istituita il 21 giugno 1941
- Croce di Cavaliere con Fronde di Quercia, Spade e Diamanti (mit Eichenlaub, Schwertern und Brillianten), istituita il 15 luglio 1941
- Croce di Cavaliere con Fronde di Quercia in Oro, Spade e Diamanti, istituita il 29 dicembre 1944

In totale vennero distribuite 7 361 decorazioni della Croce di Cavaliere (43 delle quali a militari alleati del Terzo Reich), dei quali 890 ricevettero le Fronde di Quercia (8 stranieri), 159 le Fronde di Quercia e Spade (più una distribuzione onoraria all'ammiraglio giapponese Isoroku Yamamoto).
Solo 27 uomini vennero decorati anche con i Diamanti: dieci assi della Luftwaffe (Werner Mölders, Adolf Galland, Gordon Gollob, Hans-Joachim Marseille, Hermann Graf, Walter Nowotny, Erich Hartmann, Helmut Lent, Hans-Ulrich Rudel, Heinz Wolfgang Schnaufer); due capitani di U-Boot (Wolfgang Lüth, Albrecht Brandi), un colonnello dell'Esercito (Adelbert Schulz), quattordici tra generali e feldmarescialli (Erwin Rommel, Hyazinth Graf Strachwitz, Herbert Otto Gille, Hans-Valentin Hube, Albert Kesselring, Josef Dietrich, Walter Model, Hermann Balck, Hermann-Bernhard Ramcke, Ferdinand Schörner, Hasso von Manteuffel, Theodor Tolsdorf, Karl Mauss, Dietrich von Saucken).
Hans-Ulrich Rudel fu l'unico a ricevere la Croce di Cavaliere con Fronde di Quercia in Oro, Spade e Diamanti.
La Croce di Cavaliere, oltre al personale militare tedesco, venne attribuita anche a militari di altre Potenze dell'Asse e dei vari Stati satellite, o a volontari stranieri nelle Waffen-SS. Questa la ripartizione per Stato: Romania (18), Lettonia (12), Italia (11), Ungheria (8), Belgio (4), Estonia (4), Paesi Bassi (4), Danimarca (3), Francia (3), Finlandia (2), Giappone (2), Slovacchia (2). Tra le forze armate del Terzo Reich, infine, la distribuzione fu la seguente: Heer (esercito, 4 777), Luftwaffe (aviazione, 1 785), Waffen-SS (318), Kriegsmarine (marina, 318), militari stranieri (43).
Tutte le croci erano adornate con un nastrino richiamante i colori della bandiera tedesca, da portare al collo.

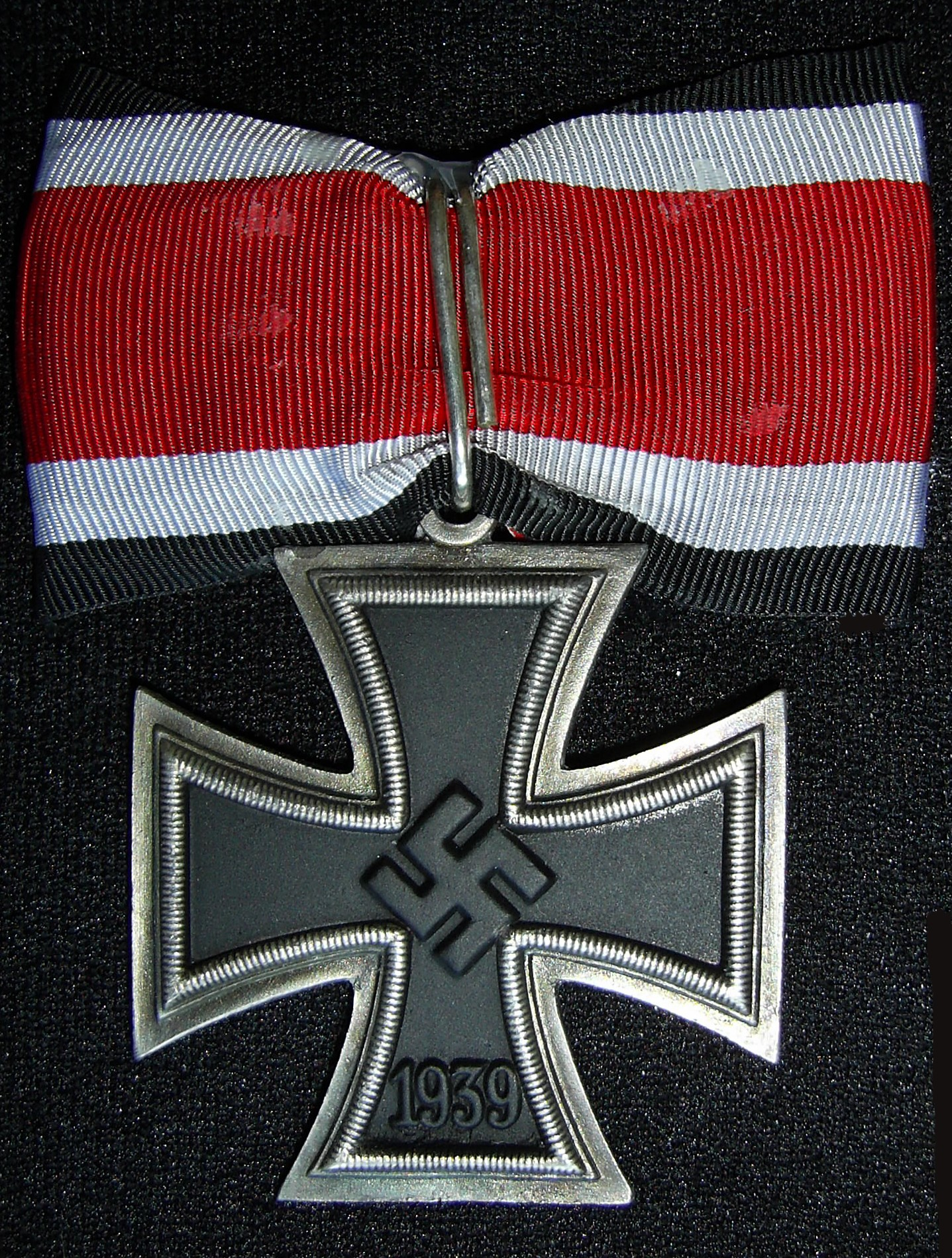
Croce di Cavaliere della Croce di Ferro
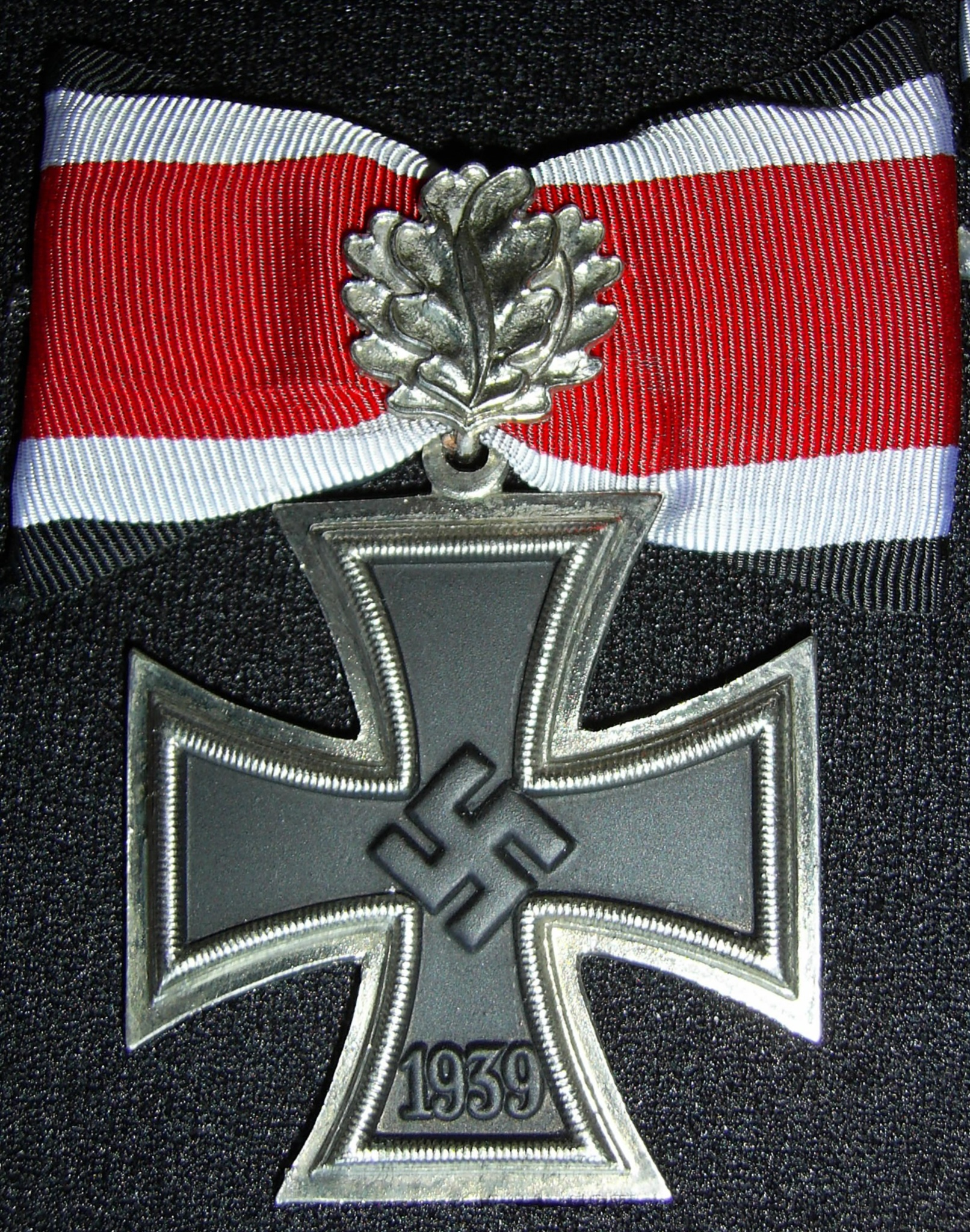
Croce di Cavaliere con Fronde di Quercia
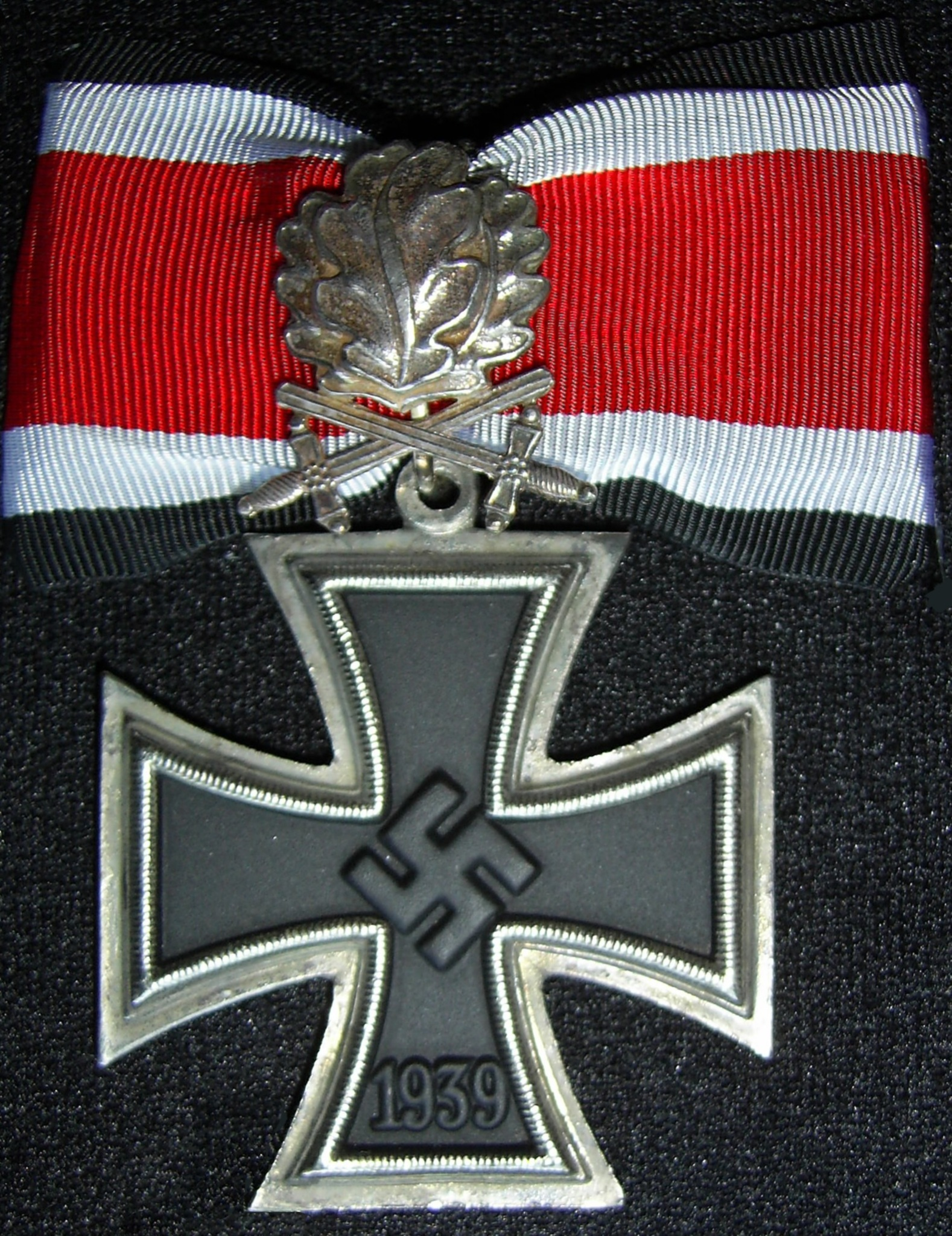
Croce di Cavaliere con Fronde di Quercia e Spade
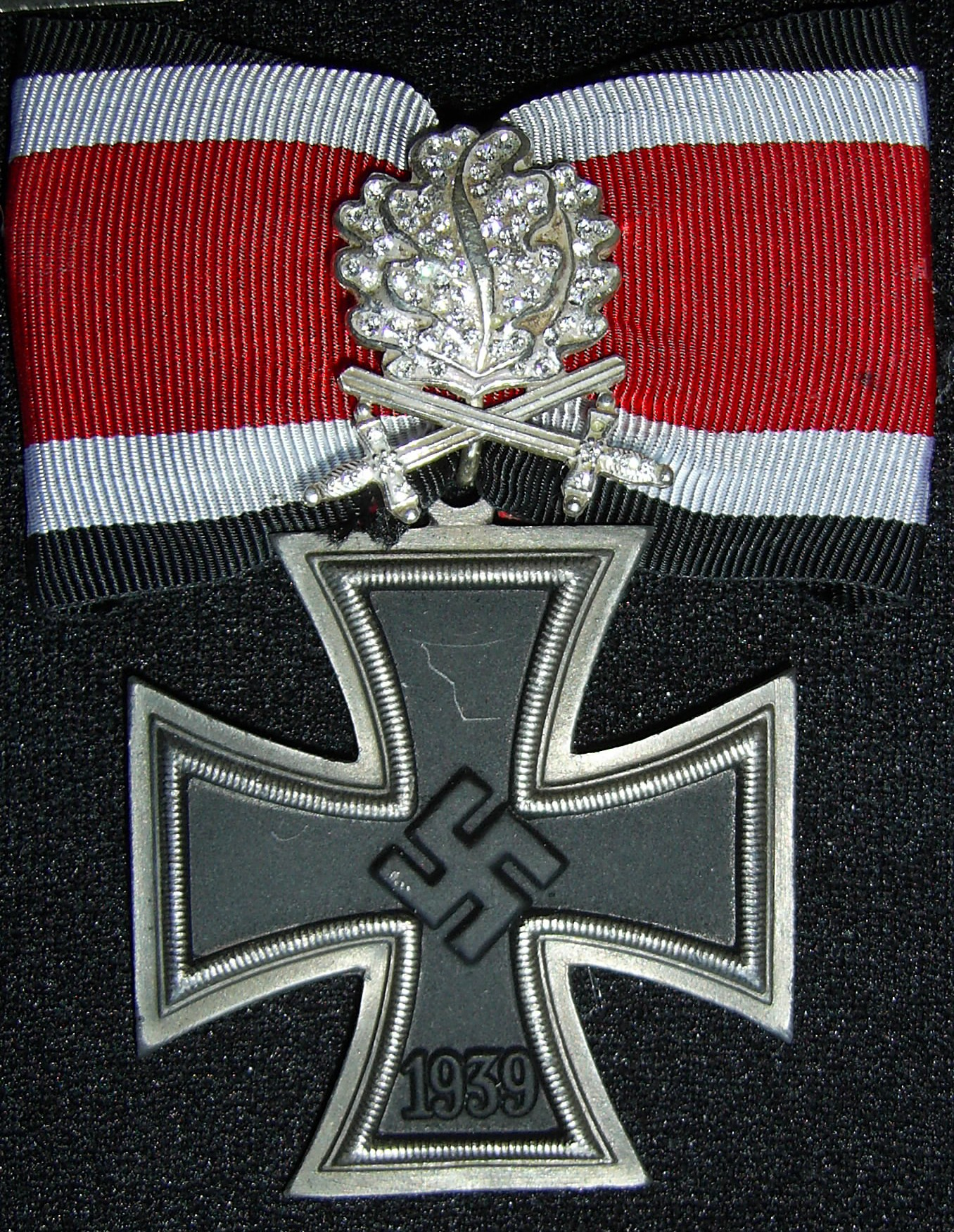
Croce di Cavaliere con Fronde di Quercia, Spade e Diamanti
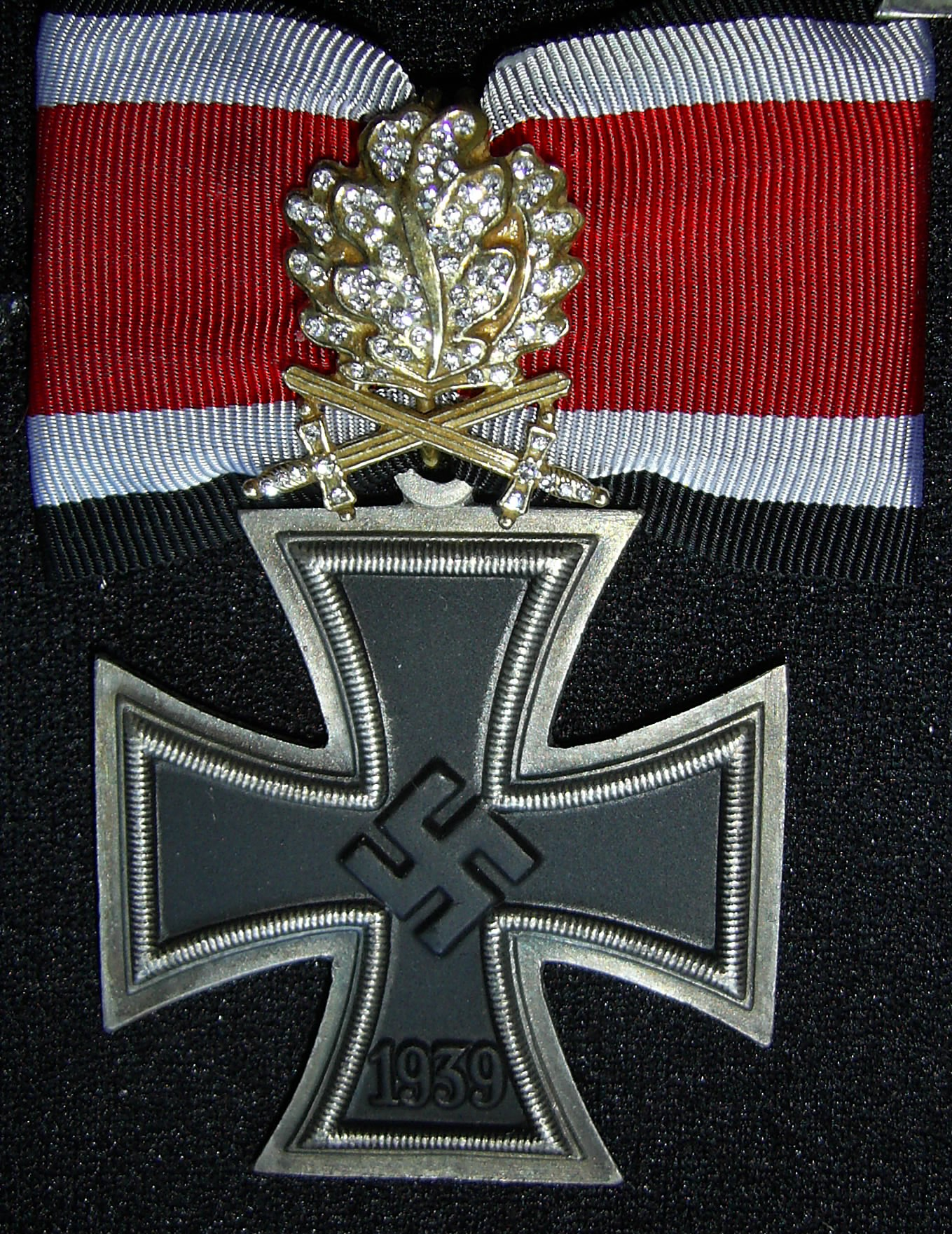
Croce di Cavaliere con Fronde di Quercia in Oro, Spade e Diamanti

| Nastri    |                                 |                                         |                                                   |                                                          |
| Cavaliere | Cavaliere con Fronde di Quercia | Cavaliere con Fronde di Quercia e Spade | Cavaliere con Fronde di Quercia, Spade e Diamanti | Cavaliere con Fronde di Quercia in Oro, Spade e Diamanti |

### Gran Croce della Croce di Ferro (1939)
Come per la Croce di Cavaliere, la Gran Croce veniva indossata al collo. L'unico a essere insignito di questa decorazione durante la seconda guerra mondiale fu Hermann Göring, che la ottenne il 19 luglio 1940. La medaglia era semplicemente una Croce di Cavaliere ingrandita: possedeva infatti le stesse caratteristiche escludendo la larghezza che passava a 63 mm, contro i 48,5 mm della Croce di Cavaliere e i 44 mm della Croce di Ferro. Era stata originariamente progettata con le rifiniture esterne in oro che però vennero realizzate in argento prima che venisse conferita.
La Gran Croce era indossata su un nastrino largo 57 mm degli stessi colori di quello utilizzato per le Croci da Cavaliere; l'astuccio che la conteneva era realizzato in pelle rossa con l'aquila e la svastica profilati in oro.
La Gran Croce non era una decorazione al coraggio; era riservata esclusivamente agli alti ufficiali di Stato Maggiore per «le migliori decisioni strategiche che avessero effetto sul corso della guerra». Hermann Göring ricevette la Gran Croce per le vittorie della Luftwaffe del 1940 durante la campagna di Francia: nella stessa occasione venne inoltre promosso Reichsmarschall (un grado che non aveva precedenti ed era superiore a quello di feldmaresciallo).
L'originale Gran Croce conferita a Göring direttamente dalle mani di Adolf Hitler venne distrutta durante un'incursione aerea a Berlino. Göring aveva fatto realizzare diverse copie, una in platino che indossò all'atto della sua resa agli Alleati nel 1945.
In alcune foto ufficiali dell'epoca Göring porta al collo la Pour le Mérite (ottenuta durante la prima guerra mondiale come asso dell'aviazione), la Croce di Cavaliere e la Gran Croce contemporaneamente.

### Stella di Gran Croce della Croce di Ferro (1939)

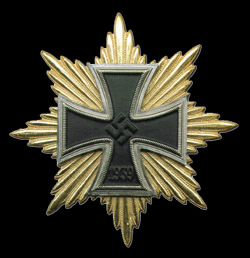
Stella di Gran Croce della Croce di Ferro

Questa decorazione venne realizzata ma mai consegnata. L'unico esemplare conosciuto venne scoperto dalle forze di occupazione alleate e venne consegnata alla collezione dell'accademia di West Point. La progettazione generale riprendeva quella della Stella del 1914 ma includeva la Croce di Ferro del 1939 al centro.
Era previsto che questa decorazione venisse portata appuntata come la Croce di Ferro di prima classe, ma come la Gran Croce non era intesa a premiare atti di coraggio sul campo. Era invece stata studiata per premiare, a guerra conclusa, l'ufficiale generale più vittorioso.

## Dopo la seconda guerra mondiale

Immagine stilizzata della Croce di Ferro; l'attuale logo della Bundeswehr

Essendo una decorazione prettamente militare, e che viene consegnata in tempo di guerra, dal maggio del 1945 la Croce di Ferro non è stata più insignita. Poco dopo la fine della seconda guerra mondiale, il governo della Germania Ovest permise ai propri veterani di guerra, sebbene la legge tedesca lo proibisse, di portare in pubblico la Croce di Ferro con il simbolo della svastica. Nel 1957 vennero ridisegnate nuove Croci di Ferro, sostituendo il simbolo della Germania nazista con le Foglie di Quercia (simile quindi alle Croci di Ferro del 1813, 1870 e 1914); i veterani avrebbero dovuto restituire la medaglia ricevuta dal Terzo Reich e ricevere in cambio la nuova versione "democratizzata" che avrebbero quindi potuto legittimamente portare durante occasioni di gala e feste nazionali.
La Croce di Ferro, simbolo dell'Esercito tedesco dal 1915, è dal 1955 anche il simbolo delle forze militari (la Bundeswehr) della Germania Ovest, e poi della Germania unita.

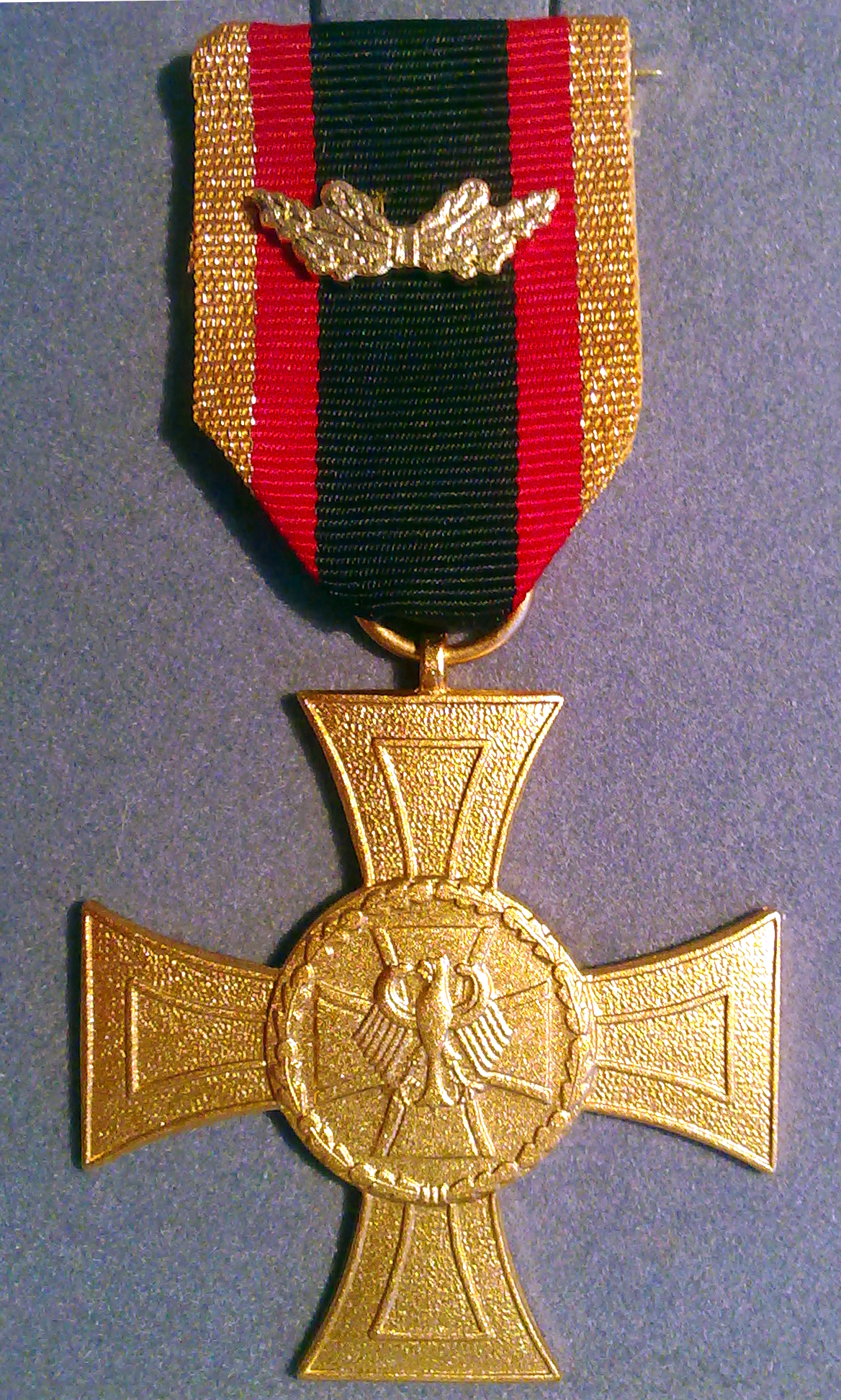
La Croce d'onore al valore, massima onorificenza al valore dell'odierna Repubblica Federale di Germania

Nella primavera del 2007 il Bundestag tedesco ha avviato una petizione per la reintroduzione di un'onorificenza al valore da conferire nelle missioni estere effettuate dalla Bundeswehr. La petizione è stata sottoscritta in due mesi da oltre 5 000 persone. Il Parlamento tedesco ha discusso la petizione e il 13 dicembre 2007 ha deciso di presentare tale petizione al governo federale.

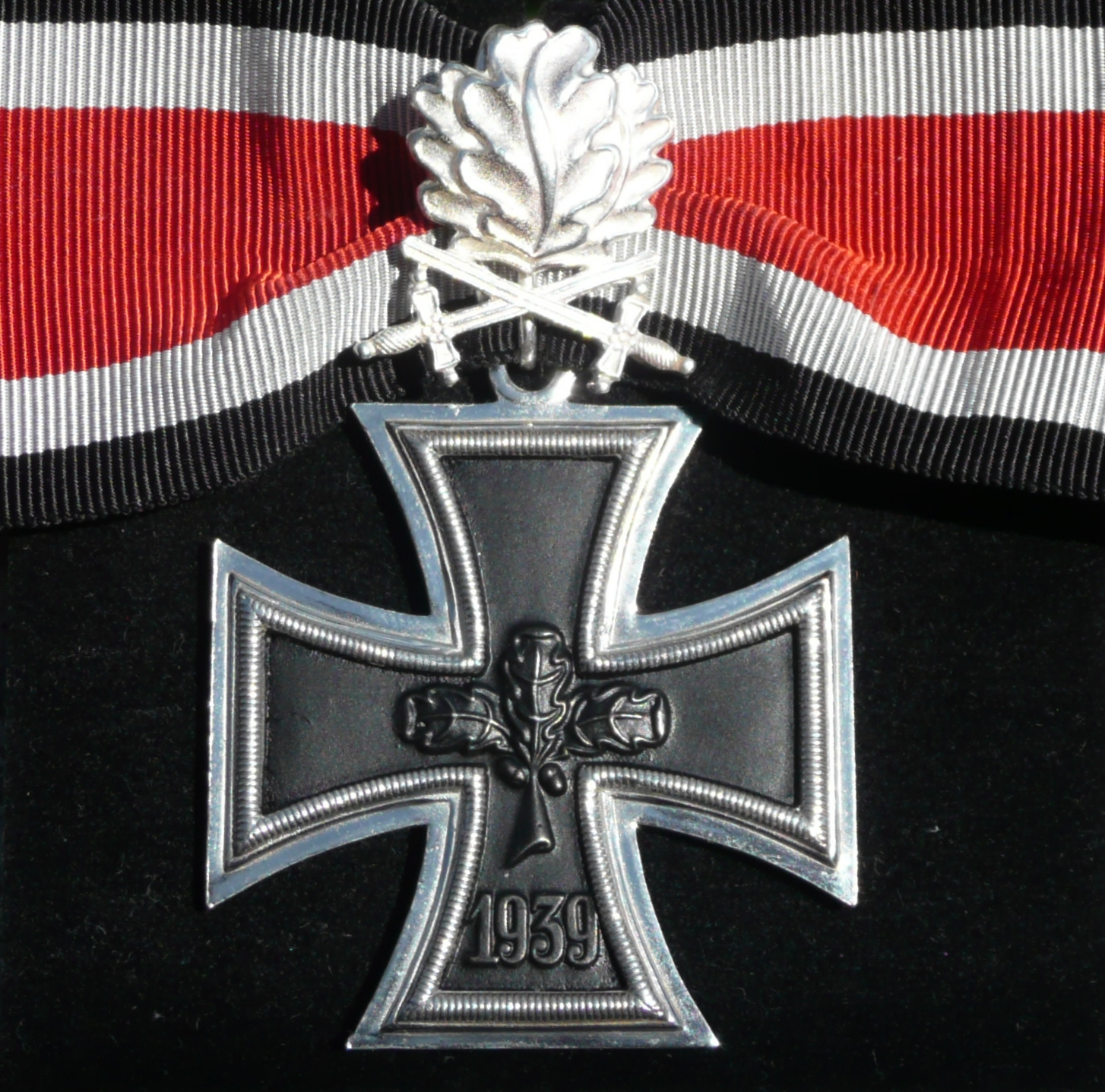
Croce di Cavaliere della Croce di Ferro con Fronde di Quercia, versione "denazificata" del 1957

Il Presidente dell'Associazione dei riservisti, l'onorevole Ernst-Reinhard Beck (CDU), ha proposto di utilizzare nuovamente per il costituendo ordine la Croce di Ferro. Egli ha giustificato sostenendo come il simbolo fosse già usato da tutti i veicoli e gli aeromobili e le navi della Bundeswehr e come nelle regioni di crisi tale insegna ormai fosse diventata un simbolo di speranza, aiuto e sostegno e non certo di odio.
Tuttavia, viste le polemiche sorte in merito per la forte connotazione negativa percepita dai media la proposta di reintrodurre la Croce di Ferro è stata respinta. 
Il 6 marzo 2008 il Presidente Federale Horst Köhler ha presentato la proposta del Ministro della Difesa Franz Josef Jung (CDU) di istituire una medaglia per "atti di eccezionale coraggio". Il 10 ottobre 2008 è stata quindi istituita la Croce d'onore al valore (Ehrenkreuz der Bundeswehr für Tapferkeit) che ricorda a grandi linee la forma dell'antica onorificenza senza però copiarla.

## Utilizzo nella cultura di massa
- Nel 1977 Sam Peckinpah diresse un film intitolato La croce di ferro, tratto dal romanzo del 1956 Das Geduldige Fleisch di Willi Heinrich. Interpretato da James Coburn, la pellicola racconta la storia di un sergente tedesco, veterano superdecorato, impegnato sul Fronte Orientale e la relazione con il suo ufficiale comandante, un aristocratico bramoso di ricevere l'ambita decorazione e per questo incurante dei suoi uomini.
- Croce di Ferro è inoltre il titolo di tre differenti wargame: uno, messo in commercio nel 1977 come parte della serie Squad Leader; un altro con la rivista Strategy & Tactics; il terzo come videogioco per personal computer.
- La Croce di Ferro è ampiamente utilizzata anche in molte sotto-culture americane: in particolare dai club motociclisti (spesso in ambiente chopper), da surfisti e skater, da appassionati di hot rod e sotto altre forme da appassionati di auto da corsa. È inoltre usata come simbolo dai Motörhead (e più generale tra gli appassionati di heavy metal), del 'NYHC' e dal wrestler Triple H.